# Municipio de Matanzas
Municipio de Matanzas är en kommun i Kuba.   Den ligger i provinsen Matanzas, i den nordvästra delen av landet, 80 km öster om huvudstaden Havanna. Antalet invånare är 145 246. Arean är 317 kvadratkilometer. Municipio de Matanzas gränsar till Juan Gualberto Gómez internationella flygplats och Municipio de Unión de Reyes. 
Terrängen i Municipio de Matanzas är huvudsakligen platt, men västerut är den kuperad.